# Hawker Siddeley P.1154
Hawker Siddeley P.1154 là một đề án máy bay tiêm kích cất hạ cánh đường băng ngắn/thẳng đứng (V/STOL), do hãng Hawker Siddeley Aviation (HSA) của Anh thiết kế. P.1154 được thiết kế cùng với loại Hawker Siddeley P.1127/Kestrel nhỏ hơn, P.1154 được bắt nguồn từ P.1150, đây là một đề xuất đã không đáp ứng được Yêu cầu quân sự cơ bản 3 của NATO, do đó P.1154 được phát triển thay thế.
Trong khi đó, HSA xem xét sửa đổi khung máy bay theo đặc điểm kỹ thuật chung cho một máy bay theo yêu cầu của RAF và RN. Thiết kế cho RAF có phần được ưu tiên hơn cho hải quân hoàng gia (RN). Một số đề xuất được đệ trình – ở giai đoạn 1, một thiết kế với động cơ Spey, nhưng bị từ chối. Sau khi chính phủ công đảng lên nắm quyền vào năm 1965, đề án bị hủy bỏ. Hải quân hoàng gia mua F-4 Phantom, còn RAF tiếp tục phát triển P.1127 (RAF), từ đó đã đưa tới dòng máy bay Harrier thành công.

## Tính năng kỹ chiến thuật (P.1154 – phiên bản RAF)

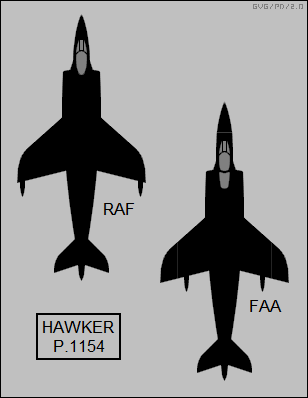
2 phiên bản P.1154 cho RAF và RN

Dữ liệu lấy từ "The British Fighter since 1912"

### Đặc điểm riêng
- Tổ lái: 1
- Chiều dài: 49 ft 5 in (15,07 m)
- Sải cánh: 24 ft 0 in (7,32 m)
- Trọng lượng cất cánh tối đa: 30.970 lb (14.050 kg) [2]
- Động cơ: 1 động cơ tuabin quạt trong điều hướng luồng phụt Bristol Siddeley BS.100/9, lực đẩy khi tăng lực 33.000 lbf (147 kN)

### Hiệu suất bay
- Vận tốc cực đại: Mach 1,3
- Trần bay: 49.000 ft (15.000 m)[2]

### Vũ khí
- Tên lửa
- Bom[2]

### Máy bay có cùng sự phát triển
- Hawker Siddeley P.1127/Kestrel
- Hawker Siddeley Harrier
- British Aerospace Harrier II
- British Aerospace P.125

### Máy bay có tính năng tương đương
- EWR VJ 101
- Lockheed Martin F-35 Lightning II
- Yakovlev Yak-141